# Cluster (альбом)
| Оценки критиков | Оценки критиков |
| Источник        | Оценка          |
| --------------- | --------------- |
| AllMusic        | [ 1 ]           |
| Pitchfork       | 8.5/10          |

Cluster (также переиздавался как Cluster 71) — дебютный студийный альбом немецкой электроной группы Cluster, выпущенный в 1971 году на лейбле Philips. Это также единственный альбом, в записи которого продюсер Конни Планк принимал участие и записан как участник группы.

## Запись
Записанный в январе 1971 года, альбом Cluster начал переход от диссонирующего индустриального звучания предыдущей группы дуэта под названием Kluster к более мягкой атмосфере. Том Юрек из AllMusic описывает Cluster как «сбивающее с толку, дезориентирующее сочетание случайной космической музыки, индустриального шума, прото-эмбиентной атмосферы, обратной связи и звуковой промывки». Инструментовка включала пару органов, гавайскую гитару, виолончель и аудиогенераторы, на которых играли Мёбиус и Роделиус, и все они были обработаны электронным способом Конни Планком.

## Выпуск
Cluster был выпущен в 1971 году лейблом звукозаписи Philips; единственный релиз Cluster для этого лейбла.
Альбом был переиздан с новым оформлением и новым названием Cluster 71 лейблом Sky Records в 1980 году. Cluster 71 был подвергнут цифровому ремастированию (с винила, а не с кассеты) и переиздан на CD в 1996 году компанией Sky с новым оформлением: на сегодняшний день альбом имеет в общей сложности три различных дизайна обложек. Первый релиз в США состоялся в 2006 году на лейбле Water, базирующемся в Сан-Франциско. В переиздании Water восстановлена оригинальная обложка Philips, но сохранено название Cluster 71. Ограниченное ремастированное издание Cluster 71 тиражом в 1000 экземпляров с оригинальной обложкой Sky LP было переиздано японским лейблом Captain Trip в виде CD 20 сентября 2007 года. Он был переиздан ещё раз в 2010 году BureauB с оригинальной обложкой и порядком исполнения, но снова был сведён с LP.

## Наследие
The Wire поместили одноимённый дебютный альбом Cluster в свой список One Hundred Records That Set the World on Fire (с англ. — «Сто записей, которые подожгли мир»). Спенсер Грейди из BBC Music описал альбом как оказавший влияние на таких артистов, как Брайан Ино, Джон Фокс и Coil, а также «новую глобальную сеть космонавтов, работающих на синтезаторах […] от Emeralds и Oneohtrix Point Never до Mountains, Astral Social Club и The Ghost Box imprint», заявив, что «каждый из них в колоссальном долгу перед Cluster и этим альбомом в частности». The Wire написал, что Cluster «предвосхитил Иллбиент примерно на 20 лет, его части звучат сверхъестественно, как у DJ Spooky», в то же время приписывая «участкам регулярного глухого пульса» за создание «искажённого техно». Они похвалили альбом за то, что он объединил новые возможности «производства электронного шума» с «повторами и резонансами» даб-музыки, в результате чего получилась музыка, напоминающая «космическую музыку с тяжёлым похмельем».

## Список композиций
Слова и музыка всех песен — Дитер Мёбиус, Ханс-Йоахим Роделиус и Конни Планк.
| №                   | Название            | Длительность |
| ------------------- | ------------------- | ------------ |
| 1.                  | «7:42»              | 7:42         |
| 2.                  | «15:43»             | 15:43        |
| Общая длительность: | Общая длительность: | 23:25        |

| №                   | Название            | Длительность |
| ------------------- | ------------------- | ------------ |
| 3.                  | «21:32»             | 21:32        |
| Общая длительность: | Общая длительность: | 44:57        |

В издании лейбла Sky 1980 года порядок треков на стороне «А» изменён на противоположный.

## Участники записи
Cluster
- Дитер Мёбиус — орган, гавайская гитара, аудиогенератор, электронный усилитель
- Ханс-Йоахим Роделиус — орган, виолончель с электронной обработкой, аудиогенератор, электронный усилитель
- Конни Планк — электроника, эффекты, продюсер

Оформление
- Witt — дизайн обложки
- Эльке Вальфорд — фотографии